# Chiquititas (1995)
Chiquititas é uma telenovela argentina criada por Cris Morena e exibida pela emissora   Telefé, em 1995. Foi um dos grandes sucessos infantis dos anos 90 e inicio dos anos 2000 que ganhou duas versões no Brasil, além de uma no México, Portugal e Romênia, sendo que nos dois últimos países, estiveram produzindo a 8ª temporada da trama produzida originalmente na Argentina em 2006. Sendo também até nos dias de hoje a telenovela infantil mais comercializada do mundo.
Em 2001, após várias disputas judiciais entre a criadora e a Telefé, a trama passou a ser exibida aos domingos e a sétima temporada chegou a ter apenas 10 capítulos, contando com uma temporada especial chamada "Chiquititas - La historia", sendo um breve resumo da história principal, exibida em 1995. Como resultado, para se "despedir" do público, foi criado um programa chamado "Chiquititas de Oro", onde premiava-se os atores que fizeram a história da novela durante sete temporadas. Cris Morena saiu da emissora e no ano seguinte criou a sua produtora independente: a Cris Morena Group.
Cinco anos depois da empresária ter "feito as pazes" com a emissora argentina, ambos decidiram produzir uma a temporada comemorativa de 11 anos da primeira temporada da novela, da trama que projetou Cris Morena para o mundo.

## Sinopse
Envergonhado da gravidez da filha, o poderoso Ramiro Morán decide criar o orfanato Rincón de Luz para que sua neta pudesse viver lá. No local, a menina conhece sua nova família, e, ao lado dos amigos, descobre o que é amizade verdadeira ao conhecer uma jovem que dedica sua vida a cuidar dos órfãos.

## Exibição no Brasil
De 20 de agosto de 2007 a 18 de janeiro de 2008 o SBT exibiu a sexta temporada produzida na Argentina em 2000.
O SBT também transmitiu a oitava temporada da versão original, do dia 17 de março a 18 de agosto de 2008.

### La Música de Chiquititas (1995)
| Faixa | Título                                      | Composição                                       | Versões |
| ----- | ------------------------------------------- | ------------------------------------------------ | --- |
| 1     | Rechufas                                    | María Cristina De Giácomi Carlos Zulisber Nilson | "Remexe" – Chiquititas (Brasil) [1997] "Rechufas" – Chiquititas (México) [1998] "Mexe Mexe" – Chiquititas (Portugal) [2008] "Remexe" – Chiquititas (Brasil) [2013] "Remexe (Remix)" – Chiquititas (Brasil) [2013] |
| 2     | Había Una Vez (lit. “Era Uma Vez”)          | María Cristina De Giácomi Carlos Zulisber Nilson | "Era Uma Vez" – Chiquititas (Brasil) [1997] "Había Una Vez" – Chiquititas (México) [1998] "Había Una Vez" – Chiquititas: Rincón de Luz [2001] "היה היה פעם" – (Israel) [2001] קטנטנות "Había Una Vez" – Chiquititas Sin Fin [2006] "Era Uma Vez" – Chiquititas (Portugal) [2007] "Era Uma Vez" – Chiquititas (Brasil) [2013]                                                                            |
| 3     | Señales (lit. “Sinais”)                     | María Cristina De Giácomi Carlos Zulisber Nilson | "Sinais" – Chiquititas (Brasil) [1997] "Señales" – Chiquititas (México) [1998] "Sinais" – Chiquititas (Brasil) [2013] "Sinais (Remix)” – Chiquititas (Brasil) [2014] |
| 4     | ¿Por Qué, Dios? (lit. “Por Que, Deus?”)     | María Cristina De Giácomi Carlos Zulisber Nilson | "Por Que, Deus?" – Chiquititas (Brasil) [1997] "¿Por Qué, Dios?" – Chiquititas (México) [1998] "Por Que Deus?" - Chiquititas (Brasil) [2013] |
| 5     | Hasta Diez (lit. “Até Dez”)                 | María Cristina De Giácomi Carlos Zulisber Nilson | "Até Dez" – Chiquititas (Brasil) [1997] "Hasta Diez" – Chiquititas (México) [1998] "Hasta Diez" – Chiquititas: Rincón de Luz [2001] "אחת שתיים שלוש" – (Israel) [2001] קטנטנות "Hasta Diez" – Rincón de Luz [2003] "Hasta Diez" – Chiquititas Sin Fin [2006] "Há Que Limpar" – Chiquititas (Portugal) [2007] "Até Dez" – Chiquititas (Brasil) [2013] "Até Dez (Remix) – Chiquititas (Brasil) [2014]     |
| 6     | Mentiritas (lit. “Mentirinhas”)             | María Cristina De Giácomi Carlos Zulisber Nilson | "Mentirinhas" – Chiquititas (Brasil) [1997] "Mentiritas" – Chiquititas (México) [1998] "Mentiritas" – Chiquititas Sin Fin [2006] "Mentiras" – Chiquititas (Portugal) [2007] "Mentirinhas" – Chiquititas (Brasil) [2013] |
| 7     | Todo, Todo (lit. “Tudo, Tudo”)              | María Cristina De Giácomi Carlos Zulisber Nilson | "Tudo, Tudo" – Chiquititas (Brasil) [1997] "Todo, Todo" – Chiquititas (México) [1998] "Todo, Todo" – Chiquititas: Rincón de Luz [2001] "טוב לי" – (Israel) [2001] קטנטנות "Todo, Todo" – Rincón de Luz [2003] "Todo, Todo" – Chiquititas Sin Fin [2006] "Tudo, Tudo, Tudo" – Chiquititas (Portugal) [2007] "Tudo, Tudo" – Chiquititas (Brasil) [2013] "Tudo, Tudo (Remix) – Chiquititas (Brasil) [2014] |
| 8     | Igual a Los Demás (lit. “Igual Aos Outros”) | María Cristina De Giácomi Carlos Zulisber Nilson | "Igual Aos Demais" – Chiquititas (Brasil) [1997] "Igual a Los Demás" – Chiquititas (México) [1998] "Igual a Los Demás" – Chiquititas Sin Fin [2006] "Eu Quero Ser Igual" – Chiquititas (Portugal) [2007] "Igual Aos Demais" – Chiquititas (Brasil) [2013] |
| 9     | Blue Jean Baby Tatua                        | María Cristina De Giácomi Carlos Zulisber Nilson | "Blue Jeans Baby Tatuá" – Chiquititas (Brasil) [1997] "Blue Jean Baby Tatua" – Chiquititas (México) [1998] |
| 10    | Te Encontré (lit. “Te Encontrei”)           | María Cristina De Giácomi Carlos Zulisber Nilson | "Te Encontrei" – Chiquititas (Brasil) [1997] "Te Encontré" – Chiquititas (México) [1998] "Eu Já Sei" – Chiquititas (Portugal) [2008] "Te Encontrei" – Chiquititas (Brasil) [2015] |

### La Música de Chiquititas Vol. 2 (1996)
| Faixa | Título                                                  | Composição                                       | Versões |
| ----- | ------------------------------------------------------- | ------------------------------------------------ | --- |
| 1     | Al Fin (lit. “No Fim”)                                  | María Cristina De Giácomi Carlos Zulisber Nilson | "No Fim" – Chiquititas (Brasil) [1997] |
| 2     | Me Pasan Cosas (lit. “Acontecem Coisas Comigo")         | María Cristina De Giácomi Carlos Zulisber Nilson | "Me Passam Coisas" – Chiquititas (Brasil) [1997] "Me Pasan Cosas" – Chiquititas Sin Fin [2006] "Me Passam Coisas" – Chiquititas (Dublado) [2008] "Há Certas Coisas" – Chiquititas (Portugal) [2007] "Me Passam Coisas" – Chiquititas (Brasil) [2013] |
| 3     | Me Hace Llorar (lit. “Me Faz Chorar”)                   | María Cristina De Giácomi Carlos Zulisber Nilson | Nenhuma. |
| 4     | Corazón Con Agujeritos (lit. “Coração Com Buraquinhos”) | María Cristina De Giácomi Carlos Zulisber Nilson | "Coração Com Buraquinhos" – Chiquititas (Brasil) [1997] "Corazón Con Agujeritos" – Chiquititas Sin Fin [2006] "Coração Entristecido" – Chiquititas (Dublado) [2008] "Coração Com Buraquinhos" – Chiquititas (Portugal) [2007]                        |
| 5     | El Cheff Saverio (lit. “O Chefe Saverio”)               | María Cristina De Giácomi Carlos Zulisber Nilson | "O Chefe Chico" – Chiquititas (Brasil) [1997] "O Chefe Lucas" – Chiquititas (Portugal) [2008] "O Chefe Chico" – Chiquititas (Brasil) [2013] "O Chefe Chico (Remix)" – Chiquititas (Brasil) [2014]                                                    |
| 6     | Chufacha                                                | María Cristina De Giácomi Carlos Zulisber Nilson | "Mexe Lá" – Chiquititas (Brasil) [1997] |
| 7     | Malísima (lit. “Malvadíssima”)                          | María Cristina De Giácomi Carlos Zulisber Nilson | "Bruxas Malvadas" – Chiquititas (Brasil) [1997] "Malísima" – Rincón de Luz [2003] "Malísima" – Chiquititas Sin Fin [2006] "Bruxa Malvada" – Chiquititas (Dublado) [2008] "Malvada" – Chiquititas (Portugal) [2007]                                   |
| 8     | Crecer (lit. “Crescer”)                                 | María Cristina De Giácomi Carlos Zulisber Nilson | "Crescer" – Chiquititas (Brasil) [1997] "Crescer" – Chiquititas (Portugal) [2008] "Crescer"- Chiquititas (Brasil) [2013] |
| 9     | A Berlín (lit. “Pra Berlim”)                            | María Cristina De Giácomi Carlos Zulisber Nilson | "Berlinda" – Chiquititas (Brasil) [1997] "Berlinda" – Chiquititas (Brasil) [2013] "Berlinda (Remix) – Chiquititas (Brasil) [2014] |
| 10    | Amigas (lit. “Amigas”)                                  | María Cristina De Giácomi Carlos Zulisber Nilson | "Amigas" – Chiquititas (Brasil) [1997] "Amigas" – Chiquititas (Portugal) [2007] |

### La Música de Chiquititas Vol. 3 (1997)
| Faixa | Título                                           | Composição                                       | Versões |
| ----- | ------------------------------------------------ | ------------------------------------------------ | --- |
| 1     | Penitas (lit. "Dorezinhas")                      | María Cristina De Giácomi Carlos Zulisber Nilson | "É Só Querer" – Chiquititas (Brasil) [1999] "Penitas" – Chiquititas: Rincón de Luz [2001] "Penitas" – Rincón de Luz [2003] “Penitas" – Chiquititas Sin Fin [2006] "Se Tu Quiseres" – Chiquititas (Portugal) [2008]                                                                                      |
| 2     | La Edad del Pavo (lit. “A Idade do Peru")        | María Cristina De Giácomi Carlos Zulisber Nilson | "A Nossa Idade" – Chiquititas (Brasil) [1999] “La Edad Del Pavo" – Rincón de Luz [2003] |
| 3     | Por Una Sola Vez (lit. "Só Por Uma Vez")         | María Cristina De Giácomi Carlos Zulisber Nilson | "Só Por Uma Vez" – Chiquititas (Brasil) [1998] Por Una Sola Vez – Chiquititas Sin Fin [2006] |
| 4     | ¿Que Hiciste Que? (lit. “Você Fez O Quê?")       | María Cristina De Giácomi Carlos Zulisber Nilson | "O Que Você Fez?" – Chiquititas (Brasil) [1998] “É Tão Bom Namorar" – Chiquititas (Portugal) [2008] |
| 5     | Todavía (lit. “Ainda")                           | María Cristina De Giácomi Carlos Zulisber Nilson | "Mais Ainda" – Chiquititas (Brasil) [1999] |
| 6     | Rinconcito de Luz (lit. “Cantinho de Luz")       | María Cristina De Giácomi Carlos Zulisber Nilson | "Um Cantinho De Luz" – Chiquititas (Brasil) [1999] “Rinconcito de Luz" – Chiquititas 2000 [2000] “Rinconcito de Luz" – Chiquititas: Rincón de Luz [2001] “Rinconcito de Luz" – Rincón de Luz [2003] “Um Cantinho de Luz" – Chiquititas 2007 [2000] “Um Cantinho de Luz" – Chiquititas (Portugal) [2008] |
| 7     | Papá (lit. “Papai")                              | María Cristina De Giácomi Carlos Zulisber Nilson | "Papai" – Chiquititas (Brasil) [1998] |
| 8     | Enamorada de Todos (lit. “Apaixonada Por Todos") | María Cristina De Giácomi Carlos Zulisber Nilson | "Apaixonada Por Todos" – Chiquititas (Brasil) [1999] |
| 9     | Brujas Feas (lit. “Bruxas Feias")                | María Cristina De Giácomi Carlos Zulisber Nilson | "Bruxas Malvadas" – Chiquititas (Brasil) [1999] "Brujas Feas" – Chiquititas Sin Fin [2006] “Bruxas Feias" – Chiquititas (Brasil) [2013] |
| 10    | El Beso (lit. “O Beijo")                         | María Cristina De Giácomi Carlos Zulisber Nilson | "O Beijo" – Chiquititas (Brasil) [1999] |
| 11    | Chufachon                                        | María Cristina De Giácomi Carlos Zulisber Nilson | "Mexe Já" – Chiquititas (Brasil) [1999] |

### Felices Fiestas Con Chiquititas (1997)
| Faixa | Título                                            | Composição                                       | Versões |
| ----- | ------------------------------------------------- | ------------------------------------------------ | --- |
| 1     | Año Nuevo (lit. "Ano Novo")                       | María Cristina De Giácomi Carlos Zulisber Nilson | "Dame Un Baccio" – Jugate Conmigo [1992] "Ano Novo" – Chiquititas (Brasil) [1998] "Olá 2007" – Floribella (Portugal) [2007]                                                                       |
| 2     | En El Comienzo (lit. “No Começo")                 | María Cristina De Giácomi Carlos Zulisber Nilson | "No Começo" – Chiquititas (Brasil) [1999] “En El Comienzo" – Aliados [2013] |
| 3     | Navidad (lit. "Natal")                            | María Cristina De Giácomi Carlos Zulisber Nilson | "Natal" – Chiquititas (Brasil) [1998] "Navidad" – Chiquititas Sin Fin [2006] "Chegou o Natal" – Floribella (Portugal) [2007] ”Natal” – Chiquititas (Dublado) [2008] Navidad – Casi Ángeles [2009] |
| 4     | Ángel Cocinero (Saverio) (lit. “Anjo Cozinheiro") | María Cristina De Giácomi Carlos Zulisber Nilson | "Anjo Cozinheiro" – Chiquititas (Brasil) [2000] “Ángeles Cocineros" (Los Chicos) – Chiquititas: Rincón de Luz [2001] “Ángeles Cocineros" (Los Chicos) – Rincón de Luz [2003]                      |

### Chiquititas Vol. 4 (1998)
| Faixa | Título                                                           | Composição                                       | Versões |
| ----- | ---------------------------------------------------------------- | ------------------------------------------------ | --- |
| 1     | Dame Una Ch (lit. "Me Dá Um Ch")                                 | María Cristina De Giácomi Carlos Zulisber Nilson | "Me Dá Um Ch” – Chiquititas (Brasil) [1999] "צ'ו פה צ'י קלי" – (Israel) [2001] קטנטנות |
| 2     | Estoy Loco (lit. “Estou Louco")                                  | María Cristina De Giácomi Carlos Zulisber Nilson | "Estou Louco" – Chiquititas (Brasil) [1999] “Estoy Loco" – Chiquititas Sin Fin [2006] “Louco Por Ti" – Chiquititas (Portugal) [2007]                                                                  |
| 3     | Chiquititas                                                      | María Cristina De Giácomi Carlos Zulisber Nilson | "Chiquititas" – Chiquititas (Brasil) [1999] |
| 4     | Lu Lucita (lit. “Lu Lucinha")                                    | María Cristina De Giácomi Carlos Zulisber Nilson | "Lu-Lucita" – Chiquititas (Brasil) [1998] |
| 5     | Celeste y Blanco (lit. “Celeste e Branco")                       | María Cristina De Giácomi Carlos Zulisber Nilson | "Verde e Amarelo" – Chiquititas (Brasil) [1998] |
| 6     | Pimpollo (lit. “Pimpolho")                                       | María Cristina De Giácomi Carlos Zulisber Nilson | "Pimpolho" – Chiquititas (Brasil) [1999] “Pimpollo" – Chiquititas: Rincón de Luz [2001] “Pimpollo" – Rincón de Luz [2003] “Pimpolho" – Chiquititas (Portugal) [2008]                                  |
| 7     | Estúpida, Romántica, Idiota (lit. “Estúpida, Romântica, Idiota") | María Cristina De Giácomi Carlos Zulisber Nilson | Nenhuma. |
| 8     | Volar Mejor (lit. “Voar Melhor")                                 | María Cristina De Giácomi Carlos Zulisber Nilson | "Voar Melhor" – Chiquititas (Brasil) [1999] "Volar Mejor" – Chiquititas Sin Fin [2006] "Voar Melhor" – Chiquititas (Dublado) [2008]                                                                   |
| 9     | No Puede Ser (lit. “Não Pode Ser")                               | María Cristina De Giácomi Carlos Zulisber Nilson | "Não Pode Ser" – Chiquititas (Brasil) [2000] |
| 10    | 24 Horas                                                         | María Cristina De Giácomi Carlos Zulisber Nilson | "24 Horas" – Chiquititas (Brasil) [1999] “24 Horas" – Rincón de Luz [2003] “24 Horas" – Chiquititas Sin Fin [2006] "24 horas" – Chiquititas (Dublado) [2008] "24 Horas" – Chiquititas (Brasil) [2013] |

## Versões brasileiras
A primeira versão brasileira na novela intitulada Chiquititas (1997) estreou em 28 de julho de 1997 e ficou no ar até 17 de janeiro de 2001. Teve duas interrupções.
Em setembro de 2012, foi noticiado que o SBT recomprou os direitos de Chiquititas da rede de televisão Telefe. O remake estreou no dia 15 de julho de 2013, o primeiro capítulo teve a mesma repercussão da sua novela antecessora Carrossel.